# Melissa Gilbert
Melissa Ellen Gilbert (Los Angeles, 8 mei 1964) is een Amerikaanse actrice.
Ze werd geboren in Los Angeles in een joodse familie en geadopteerd door de acteur Paul Gilbert (oorspronkelijke naam Ed MacMahon) en zijn vrouw Barbara. Als voormalig kindactrice is Melissa het meest bekend van haar rol als Laura Ingalls Wilder in de televisieserie Het kleine huis op de prairie (1974–1983).
Haar jongere broertje Jonathan Gilbert was ook geadopteerd en zou later acteren in verschillende televisieshows met Melissa. Toen Melissa acht jaar oud was scheidden haar adoptieouders. Toen ze elf jaar was overleed haar adoptievader. Haar adoptiemoeder hertrouwde met Harold Abeles en kreeg in 1975 een dochter, Sara. Sara Abeles veranderde in 1984 haar achternaam in Gilbert en werd als Sara Gilbert een ster in de televisieserie Roseanne.
Gilbert trouwde in 1988 met Bo Brinkman. Het stel kreeg een zoon, Dakota Paul, in 1989. In 1994 werd het huwelijk ontbonden.
In 1995 hertrouwde ze met Bruce Boxleitner en kreeg ze een tweede zoon, die werd vernoemd naar Michael Landon, haar mentor en vriend bij Het Kleine Huis. In 1996 speelde Gilbert in Babylon 5 Boxleitners vrouw. In 2011 gingen Gilbert en Boxleitner uit elkaar.
Op 24 april 2013 trouwde Gilbert met Timothy Busfield.
Gilbert heeft nog regelmatig contact met haar vriendin Alison Arngrim, die haar aartsvijand Nellie Oleson speelde in Het Kleine Huis op de prairie.
Voor haar bijdrage aan de televisie-industrie kreeg Gilbert in 1985 een ster op de Hollywood Walk of Fame.